# Triple saut masculin à la Ligue de diamant 2011
Le concours du triple saut masculin de la Ligue de diamant 2011 se déroule du 6 mai au 16 septembre 2011. La compétition fait successivement étape à Doha, Rome, New York, Lausanne, Birmingham et Monaco, la finale ayant lieu à Bruxelles peu après les Championnats du monde de Daegu.

## Calendrier
| Date              | Meeting                         | Ville      | Pays        |
| ----------------- | ------------------------------- | ---------- | ----------- |
| 6 mai 2011        | Qatar Athletic Super Grand Prix | Doha       | Qatar       |
| 26 mai 2011       | Golden Gala                     | Rome       | Italie      |
| 11 juin 2011      | Meeting de New York             | New York   | États-Unis  |
| 30 juin 2011      | Athletissima                    | Lausanne   | Suisse      |
| 10 juillet 2011   | Aviva Birmingham Grand Prix     | Birmingham | Royaume-Uni |
| 22 juillet 2011   | Meeting Herculis                | Monaco     | Monaco      |
| 16 septembre 2011 | Mémorial Van Damme              | Bruxelles  | Belgique    |

## Faits marquants
Tenant du titre, le Français Teddy Tamgho débute l'édition 2011 de la Ligue de diamant en remportant le premier meeting de la saison à Doha. Il s'impose avec un saut à 17,49 m (record du meeting), devançant largement le Bahaméen Leevan Sands et le Cubain Alexis Copello.
presque deux mois plus tard, il améliore le record de la compétition avec un saut de 17,91 m.

## Résultats
| Date | Meeting    | 1er                            | 1er   | 2e                            | 2e    | 3e                             | 3e    |
| --- | ---------- | ------------------------------ | ----- | ----------------------------- | ----- | ------------------------------ | ----- |
| 6 mai 2011 | Doha       | Teddy Tamgho 17,49 m (WL, MR)  | 4 pts | Leevan Sands 17,09 m (SB)     | 2 pts | Alexis Copello 17,05 m         | 1 pt  |
| 26 mai 2011 | Rome       | Phillips Idowu 17,59 m (WL)    | 4 pts | Christian Olsson 17,29 m (SB) | 2 pts | Alexis Copello 17,14 m         | 1 pt  |
| 11 juin 2011 | New York   | Phillips Idowu 16,67 m         | 4 pts | Christian Olsson 16,29 m      | 2 pts | Leevan Sands 16,28 m           | 1 pt  |
| 30 juin 2011 | Lausanne   | Teddy Tamgho 17,91 m (WL, MR)  | 4 pts | Phillips Idowu 17,52 m        | 2 pts | Alexis Copello 17,06 m         | 1 pt  |
| 10 juillet 2011 | Birmingham | Phillips Idowu 17,54 m         | 4 pts | Alexis Copello 17,12 m        | 2 pts | Arnie David Girat 17,08 m      | 1 pt  |
| 22 juillet 2011 | Monaco     | Phillips Idowu 17,36 m         | 4 pts | Alexis Copello 17,30 m        | 2 pts | Arnie David Girat 17,29 m (SB) | 1 pt  |
| 16 septembre 2011 | Bruxelles  | Benjamin Compaoré 17,31 m (PB) | 8 pts | Sheryf El-Sheryf 16,93 m      | 4 pts | Alexis Copello 16,89 m         | 2 pts |
| Records et Performances - AR : Record continental (area record) - CR : Record des championnats (championship record) - MR : Record du meeting (meet record) - NR : Record national (national record) - OR : Record olympique (olympic record) - PR : Record paralympique (paralympic record) - PB : Record personnel (personal best) - SB : Meilleure performance personnelle de la saison (season's best) - WL : Meilleure performance mondiale de l'année (world leader) - WJR : Record du monde junior (world junior record) - WR : Record du monde (world record) Circonstances et Conditions - DNF : N'a pas terminé (did not finish) - DNS : N'a pas pris le départ (did not start) - DQ : Disqualification (disqualification) - NM : Aucun essai valable enregistré (No Mark) - Q : Qualifié « directement » au prochain tour (ou à la prochaine compétition), lors d'une compétition majeure, grâce au classement ou à la réalisation des minima (automatic qualifier) - q : Qualifié au prochain tour (ou à la prochaine compétition), lors d'une compétition majeure, grâce au repêchage ou à la réalisation de l'une des meilleures performances parmi celles des « non qualifiés directement » (grâce au meilleur temps ou à la meilleure distance par exemple) (secondary qualifier) |            |                                |       |                               |       |                                |       |

## Classement général
- Classement final[2] :

| Rang | Athlète           | Points |
| ---- | ----------------- | ------ |
| 1    | Phillips Idowu    | 18     |
| 2    | Alexis Copello    | 9      |
| 3    | Benjamin Compaoré | 8      |
| 4    | Sheryf El-Sheryf  | 4      |